# Sabicea liesneri
Sabicea liesneri är en måreväxtart som beskrevs av Julian Alfred Steyermark. Sabicea liesneri ingår i släktet Sabicea och familjen måreväxter. Inga underarter finns listade i Catalogue of Life.